# Chyromya femorella
Chyromya femorella är en tvåvingeart som först beskrevs av Fallen 1820.  Chyromya femorella ingår i släktet Chyromya och familjen gulflugor. Inga underarter finns listade i Catalogue of Life.